# Belém do São Francisco
Belém do São Francisco es un municipio brasileño del estado de Pernambuco. Tiene una población estimada al 2020 de 20 730 habitantes.

## Historia
El poblado de Belém do São Francisco surgió a partir de una hacienda perteneciente a Antônio de Sá Araújo, que en 1830 se estableció a los márgenes del Río San Francisco, en tierras del municipio de Cabrobó. Entre 1839 y 1840, durante una de las llamadas Santas Misiones, teniendo al frente el padre Francisco Correa, fue lanzada la piedra fundamental de una capilla consagrada a nuestra Señora del Patrocinio.
En 1902 la población fue elevada a la categoría de villa. El municipio de Belém do São Francisco fue creado el 11 de septiembre de 1928, desglosándose del territorio de Cabrobó. En 1919, la ciudad fue destruida por una gran inundación, solo la Iglesia de Nuestra Señora del Patrocinio, patrona de la ciudad, quedó de pie. El municipio necesitó entonces cambiarse más por encima de los márgenes del río.
El municipio se dio a conocer al país con la teleserie Señora del destino, donde el personaje Maria do Carmo, personificado por Susana Vieira, era natal de esta ciudad.

## Geografía
Se localiza a una latitud 08º45'14" sur y la una longitud 38º57'57" oeste, estando a una altitud de 305 metros.

### Hidrografía
El municipio se encuentra en la cuenca del río San Francisco.